# Conversations avec un président
Pour plus de détails, voir Fiche technique et Distribution.
Conversations avec un président est un téléfilm documentaire en cinq parties, regroupant une série d'entretiens entre François Mitterrand et Jean-Pierre Elkabbach, réalisés entre avril 1993 et juin 1994. Au-delà du seul contenu audiovisuel, il s'agit d'un document à valeur historique.

## Synopsis
François Mitterrand et Jean-Pierre Elkabbach se retrouvent, d'avril 1993 à juin 1994, pour une série d'entretiens d'environ une demi-heure, trois à quatre fois par mois, au départ dans la bibliothèque du palais de l'Élysée, puis dans un studio de la rue de l'Élysée. Les cinq parties s'intitulent, dans l'ordre chronologique : On ne peut rien contre la volonté d'un homme…, Le procès Bousquet n'aura pas lieu…, Ce n'est pas mon affaire…, En général, les inquisiteurs sont des lâches… et Jusqu'au dernier matin du dernier jour…. Chaque titre est une phrase clef prononcée par François Mitterrand au cours de la partie correspondante du téléfilm.

## Fiche technique
Les renseignements ci-dessous sont extraits, sauf mention spéciale, d'une fiche du site DVD FR.com et d'une autre du site Comme au cinéma.com, recoupées avec une fiche WorldCat.
- Titre : Conversations avec un président (sorti en DVD sous le titre François Mitterrand : Conversations avec un président).
- Réalisation : Marie-Ève Chamard, Philippe Kieffer.
- Production : France Télévisions.
- Distribution : France Télévisions Distribution / Warner Home Vidéo France.
- Budget : 4,5 millions de francs[7].
- Pays d'origine :  France.
- Lieux de tournage :  France, au palais de l'Élysée et dans un studio de la rue de l'Élysée.
- Format : couleurs, stéréo.
- Genre : documentaire.
- Durée : 260 minutes.
- Dates de sortie : le 3 mai 2001 à la télévision, le 6 mai 2003 en DVD.

## Distribution
- François Mitterrand
- Jean-Pierre Elkabbach

## Autour du téléfilm
Si le téléfilm n'apporte pas à sa sortie de révélations particulières, il n'en constitue pas moins un document historique. C'est par ailleurs la première fois qu'un président de la République pratique un tel exercice, ce qui a pu amener quelques interrogations sur le but poursuivi, aussi bien par François Mitterrand que par Jean-Pierre Elkabbach.
La diffusion du premier épisode sur France 2, le 3 mai 2001, réalise une audience non négligeable de 3,1 millions de téléspectateurs (12,2 % de parts d'audience), mais est néanmoins devancée par les programmes de France 3 (17,8 %), M6 (28,5 %) et TF1 (38,8 %).
La diffusion du téléfilm en mai 2001 suscite une polémique concernant les droits d'auteur. Certaines personnes ayant participé au tournage en sont exclues et s'estiment lésées, car elles revendiquent un rôle de réalisateur qui ne leur est pas reconnu. En octobre 2006, après plusieurs années de procédure et une première décision de justice rendue en septembre 2003, l'une de ces personnes, Cadys Sosnowski, obtient finalement réparation auprès de France Télévisions, Jean-Pierre Elkabbach et les ayants droit de François Mitterrand,.
En juin 2008, Mazarine Pingeot, fille de François Mitterrand, relance une procédure concernant les droits d'auteur du téléfilm, en réclamant une partie du fruit de la vente des enregistrements à la société de production Théophraste.